# Horsfieldia decalvata
Horsfieldia decalvata là một loài thực vật thuộc họ Myristicaceae. Đây là loài đặc hữu của Indonesia.